# Niederösterreich Frauen Landesliga
Die Niederösterreich Frauen Landesliga  ist die höchste Spielklasse Niederösterreichs und die dritthöchste Spielklasse im österreichischen Frauenfußball. Der Bewerb wird vom Niederösterreichischen Fußballverband ausgerichtet. Der Niederösterreich-Meister ist für die 2. Liga Ost/Süd startberechtigt, die beiden Letztplatzierten steigen in die Gebietsliga ab.

## Geschichte
Vorgeschichte
Die Damenliga Ost, die in der Saison 1979/80 im Raum Niederösterreich und Wien eingeführt wurde und später in 2. Division Ost bzw. 2. Frauenliga Ost umbenannt wurde, übernahm bis Mitte der 1990er Jahre die Funktion der Landesliga.
1996–2000 Anfänge als NÖ-Frauenliga (3. Spielklasse)
| Saison                                                        | Meister                                      |
| NÖ-Frauenliga                                                 | NÖ-Frauenliga                                |
| ------------------------------------------------------------- | -------------------------------------------- |
| 1996/97                                                       | SC Stattersdorf                              |
| 1997/98                                                       | SG Ardagger/Neustadtl                        |
| 1998/99                                                       | FC Hellas Kagran II (Wien) SC Moosbrunn (2.) |
| NÖ-Frauenliga (Oberes Play-off)                               |                                              |
| 1999/2000                                                     | ASK Erlaa                                    |
| K1 Änderung des Meisterschaftsmodus und Umbenennung der Liga. |                                              |

Ab der Saison 2000/01 konnte neben den Niederösterreichischen Nachrichten auch Sponsoren aus Wien gewonnen werden. In dieser Saison wurde die Landesliga in Nordost und Nordwest unterteilt, die Meister hießen SV Schweinbarth und FSG Wienerwald West. Bis 2010 konnten ASK Erlaa, SV Langenrohr, SV Gloggnitz, FSC Hainfeld, das zweite Frauenteam von Neulengbach, SV Ladies Furth und SKV Altenmarkt.
2008–2012 NÖN-Frauenliga Teamsport Güttler (3. Spielklasse)
| Saison                                                        | Meister                                                                   |
| NÖN Frauenliga Teamsport Zens                                 | NÖN Frauenliga Teamsport Zens                                             |
| ------------------------------------------------------------- | ------------------------------------------------------------------------- |
| 2000/01 K1                                                    | Gruppe Nordost: SV Groß Schweinbarth Gruppe Nordwest: FSG Wienerwald West |
| 2001/02                                                       | ASK Erlaa                                                                 |
| 2002/03                                                       | SV Langenrohr                                                             |
| 2003/04                                                       | SV Gloggnitz                                                              |
| 2004/05                                                       | FSC Hainfeld                                                              |
| 2005/06                                                       | SV Neulengbach II                                                         |
| 2006/07                                                       | SV Ladies Furth                                                           |
| 2007/08                                                       | SKV Altenmarkt                                                            |
| K1 Änderung des Meisterschaftsmodus und Umbenennung der Liga. |                                                                           |

Ab der Saison 2000/01 konnte neben den Niederösterreichischen Nachrichten auch Sponsoren aus Wien gewonnen werden. In dieser Saison wurde die Landesliga in Nordost und Nordwest unterteilt, die Meister hießen SV Schweinbarth und FSG Wienerwald West. Bis 2010 konnten ASK Erlaa, SV Langenrohr, SV Gloggnitz, FSC Hainfeld, das zweite Frauenteam von Neulengbach, SV Ladies Furth und SKV Altenmarkt.
2008–2012 NÖN-Frauenliga Teamsport Güttler (3. Spielklasse)
| Saison                           | Meister                          |
| NÖN-Frauenliga Teamsport Güttler | NÖN-Frauenliga Teamsport Güttler |
| -------------------------------- | -------------------------------- |
| 2008/09                          | ASV Spratzern                    |
| 2009/10                          | ASV Hornstein                    |
| 2010/11                          | SC Leobersdorf                   |

Ab 2008 siegten ASV Spratzern, ASV Hornstein, SC Leobersdorf, das zweite Frauenteam von ASV Spratzern, 
Seit 2012 AKNÖ-Frauen Landesliga (3. Spielklasse)
| Saison                                                        | Meister                                           |
| AKNÖ-Frauen Landesliga                                        | AKNÖ-Frauen Landesliga                            |
| ------------------------------------------------------------- | ------------------------------------------------- |
| 2012/13                                                       | ATSV Hollabrunn                                   |
| 2013/14                                                       | SKV Altenmarkt II                                 |
| 2014/15                                                       | ASK Erlaa II                                      |
| 2015/16                                                       | FSG Eggendorf/Kottingbrunn                        |
| 2016/17                                                       | SV Horn                                           |
| 2017/18                                                       | SV Langenrohr                                     |
| 2018/19                                                       | SV Neulengbach II                                 |
| 2019/20                                                       | wegen COVID-19-Pandemie in Österreich abgebrochen |
| 2020/21                                                       | SVg Breitenau/Schwarzau                           |
| 2021/22                                                       | SV Weikersdorf                                    |
| 2022/23                                                       | FSG Traiskirchen                                  |
| 2023/24                                                       | SV Paudorf                                        |
| 2024/25                                                       | FSG Traiskirchen                                  |
| K1 Änderung des Meisterschaftsmodus und Umbenennung der Liga. |                                                   |

Die weiteren Meister waren ATSV Hollabrunn, das zweite Frauenteam von SKV Altenmarkt, ASK Erlaa und SV Neulengbach, FSG Eggendorf/Kottingbrunn, SV Horn, SV Langenrohr und das zweite Frauenem vom SV Neulengbach. In den 2020er Jahren gewann SVg Breitenau/Schwarzau, SV Weikersdorf, FSG Traiskirchen und SV Paudorf den Titel.

## Bezeichnung (Sponsor)
Die Landesliga in Niederösterreich wird seit Anfang an mit einem Sponsor im Namenszug ausgetragen. Folgende Sponsoren beziehungsweise Namensänderungen hat die Landesliga in ihrer Namensgebung gehabt.
- NÖ Frauenliga: seit 1996/97
- der Sponsor ist im Namenszugs in Verbindung mit 'NÖ Frauenliga':
  - NÖN-Frauenliga: seit 2000/01 (Namensgeber: Niederösterreichische Nachrichten)
  - NÖN Frauenliga Teamsport Zens: 2000/01–2007/08 (Namensgeber: Teamsport Zens, Wien)
  - keinen Sponsor gefunden: 2008/09
  - NÖN-Frauenliga Teamsport Güttler: 2008/09–2010/11 (Namensgeber: Team Sport Güttler, Sportartikel und -geräte, Wien)
  - AKNÖ-Frauen Landesliga: seit 2012/13 (Namensgeber: AK Niederösterreich)

## Spielmodus
Die Liga umfasst maximal zwölf Teams, wobei jeder Verein gegen jeden andere je ein Heim- und ein Auswärtsspiel bestreitet. Eine Saison umfasst insgesamt also maximal 22 Spieltage. Der nach Saisonende Tabellenerste ist für die Relegation zum Aufstieg in die zweitklassige 2. Liga berechtigt.

## Teilnehmer
Folgende Vereine nehmen an der Saison 2024/25 teil:
| FSG Traiskirchen SC Melk FSG St. Georgen/Leys/Mank SV Paudorf FSG Ybbs/Wieselburg FSG Ernstbrunn/Stronsdorf | FSG Großwelkersdorf/Stetteldorf SV Welkersdorf SV Schrems FSG Ferschnitz/Amstetten FSG Krumbach/Zöbern/BW FSG Brunn/Altenmarkt |

## Die Titelträger
Folgende Vereine wurden in Niederösterreich Meister:
3 Meistertiteln
ASK Erlaa (2000 M2, 2002, 2015 M2)
ASV Spratzern (1997 M1, 2009, 2012 M2)
2 Meistertiteln
FSG Traiskirchen (2023, 2025)
SV Neulengbach (2006 M2, 2019)
SV Langenrohr (2003, 2018)
SKV Altenmarkt (2008, 2014 M2)
1 Meistertitel
| SV Paudorf (2024) SV Weikersdorf (2022) SVg Breitenau/Schwarzau (2021) SV Horn (2017) FSG Eggendorf/Kottingbrunn (2016) ATSV Hollabrunn (2013) SC Leobersdorf (2011) | ASV Hornstein (2010) SV Ladies Furth (2007) FSC Hainfeld (2005) SV Gloggnitz (2004) SV Groß Schweinbarth (2001 M3) FSG Wienerwald West (2001 M3) SC Moosbrunn (1999) SG Ardagger/Neustadtl (1998) |